# Waylon Muller
Waylon Muller (* 15. Mai 1972) ist ein ehemaliger Ringer von den Marshallinseln.

## Karriere
Waylon Muller konnte von 1994 an, insgesamt 10 Goldmedaillen bei verschiedenen Mikronesienspielen gewinnen. Als sein Land erstmals in der olympischen Geschichte bei den Sommerspielen 2008 in Peking antrat, war Muller bei der Eröffnungsfeier Fahnenträger der Mannschaft, obwohl er nicht antrat. Durch eine Silbermedaille bei den Ozeanienmeisterschaften qualifizierte er sich für die Weltmeisterschaften 2011. Eine Qualifikation für die Olympischen Sommerspiele 2012 in London gelang ihm jedoch nicht.